# Sandrain/Schönau
Sandrain/Schönau ist ein Quartier der Stadt Bern und gehört zu den 2011 bernweit festgelegten 114 gebräuchlichen Quartieren. Es liegt im Stadtteil III Mattenhof-Weissenbühl. Es bildet gemeinsam mit dem Marzili den statistischen Bezirk Sandrain. Im Osten grenzt es an die Aare, das Kirchenfeld-Quartier kann via Schönausteg erreicht werden. Ausser an Marzili grenzt es an Sulgenbach und bildet im Süden die Gemeindegrenze zu Wabern bei Bern.
Im Jahr 2022 wurden in Sandrain-Schönau 2720 Einwohner, davon 2212 Schweizer und 508 Ausländer, gemeldet.
Der nördliche Teil des Quartiers wird durch die Bernmobil-Linie 30 erschlossen. Die Hauptverkehrsachsen sind die Marzilistrasse und die Sandrainstrasse.